# Kirkwall

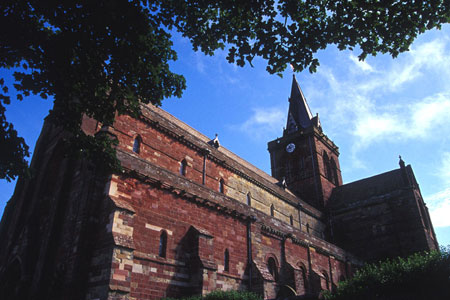
Saint-Magnuskathedraal

Kirkwall is de grootste plaats (10.020 inwoners) en de hoofdplaats van de Orkney-eilanden in Noord-Schotland. De plaats werd voor het eerst genoemd in de Orkneyinga Saga uit 1046. Het was de nederzetting van Ragnald II, Graaf van Orkney, die werd vermoord door zijn opvolger, Thorfinn. Het stadje kreeg zijn naam doordat vroeger boten aanlegden tegen de muur van de kerk. Die kerk staat er niet meer.
De plaats ligt aan de noordkust van Mainland en heeft een veerdienst naar de meeste van de andere eilanden in de groep. Midden in de stad staat de Saint-Magnuskathedraal die al van ver te zien is. Deze werd opgericht ter ere van Sint Magnus, graaf van Orkney tussen 1108 en 1117. Naast de kathedraal zijn ruïnes te zien van het paleis van de bisschop en het paleis van de graaf.
In het Tankerness House Museum zijn exposities over de Orkneys in het neolithicum, de tijd van de Picten, het Vikingen-tijdperk en de Middeleeuwen.
In Kirkwall staat het UHI Archaeology Institute (archeologisch instituut van de universiteit van de Schotse hooglanden en eilanden)  een universitaire afdeling van University of the Highlands and Islands in Schotland. Dit instituut is nauw betrokken bij het archeologisch onderzoek in het Heart of Neolithic Orkney zoals aan de opgravingen van de Ness of Brodgar. Verder is er in de stad een bezienswaardigheid uit de ijzertijd, het Grain Earth House.
In Kirkwall wordt de whisky Highland Park Single Malt bereid.

## Partnerstad
- Moena